# Giọt nước nhỏ hô hấp
Giọt nước nhỏ hô hấp (hay giọt bắn) là các hạt bao gồm chủ yếu là nước đủ lớn để rơi xuống đất nhanh chóng sau khi được tạo ra, thường được định nghĩa là có đường kính lớn hơn 5 μm. Các giọt nước nhỏ hô hấp có thể được tạo ra một cách tự nhiên do hít thở, nói chuyện, hắt hơi, ho hoặc nôn hoặc có thể được tạo ra một cách tự tạo thông qua các thủ tục y tế tạo ra khí dung, xả bồn cầu hoặc các hoạt động gia đình khác.

## Vai trò trong truyền bệnh

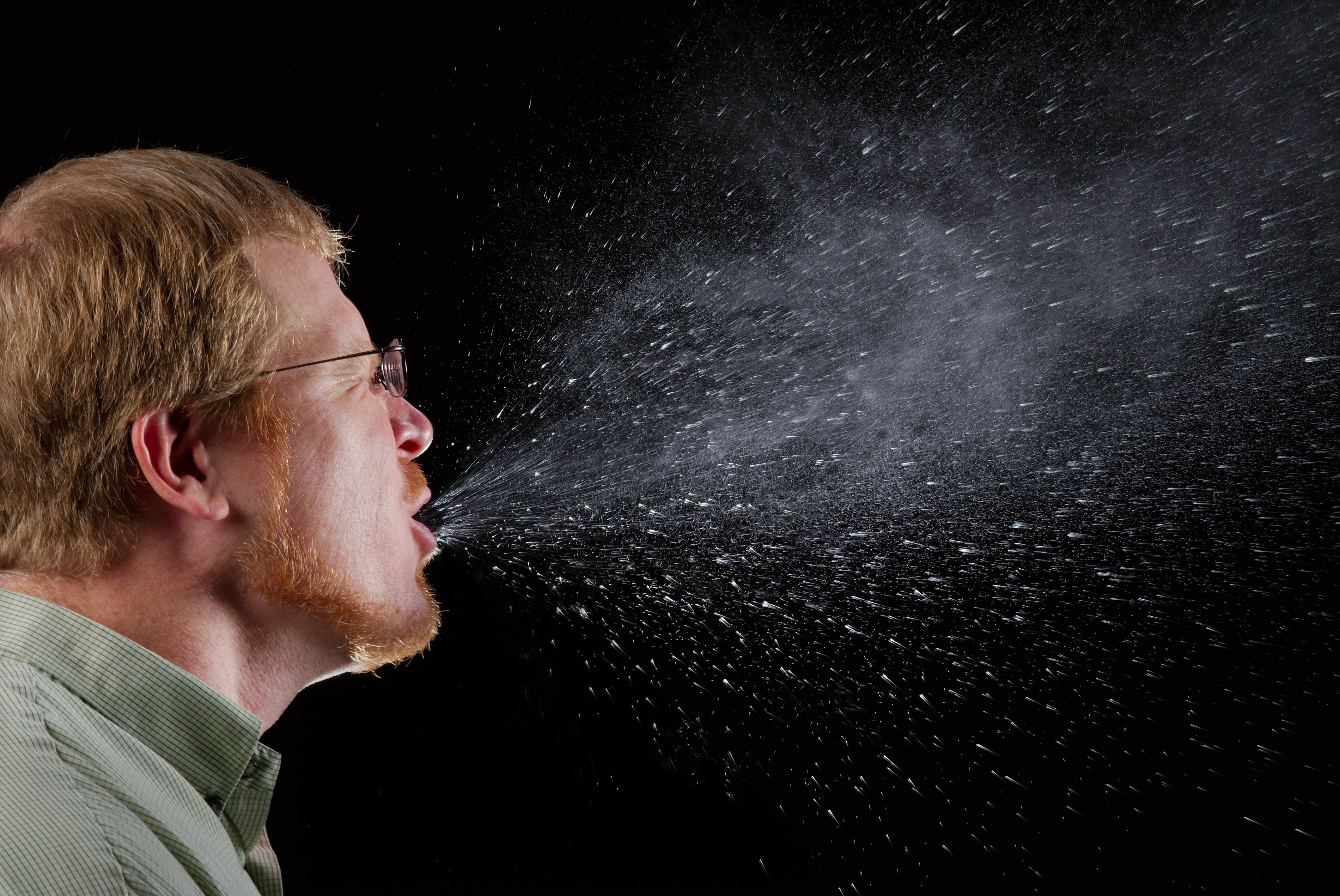
Một số bệnh truyền nhiễm có thể lây lan qua các giọt hô hấp thải ra từ miệng và mũi

Một hình thức lây truyền bệnh phổ biến là qua các giọt hô hấp, được tạo ra bằng cách ho, hắt hơi hoặc nói chuyện. Truyền qua đường hô hấp là con đường thông thường cho nhiễm trùng đường hô hấp. Truyền có thể xảy ra khi các giọt hô hấp đạt đến bề mặt niêm mạc nhạy cảm, chẳng hạn như trong mắt, mũi hoặc miệng. Điều này cũng có thể xảy ra gián tiếp thông qua tiếp xúc với các bề mặt bị ô nhiễm khi tay chạm vào mặt. Các giọt hô hấp rất lớn và không thể lơ lửng trong không khí lâu, và thường được phân tán trong khoảng cách ngắn.
Các loại virut lây lan qua truyền nhỏ giọt bao gồm influenza virus, rhinovirus, virus thể hợp bào gây bệnh lý hô hấp, enterovirus, và norovirus; morbillillin sởi; và các coronavirus như COVID-19. Các tác nhân nhiễm vi khuẩn và nấm cũng có thể được truyền qua các giọt hô hấp. Ngược lại, một số bệnh hạn chế có thể lây lan qua đường truyền trong không khí sau khi giọt hô hấp khô lại.
Nhiệt độ và độ ẩm xung quanh ảnh hưởng đến khả năng sống sót của bioaerosol vì khi giọt nước bay hơi và trở nên nhỏ hơn, nó cung cấp ít sự bảo vệ hơn cho các tác nhân truyền nhiễm mà nó có thể chứa. Nhìn chung, virus có vỏ bọc lipid ổn định hơn trong không khí khô, trong khi những virus không có vỏ bọc ổn định hơn trong không khí ẩm. Virus cũng thường ổn định hơn ở nhiệt độ không khí thấp. 